# Portrait d'un cardinal
Le Portrait d'un cardinal est une peinture à l'huile sur bois de 79 × 61 cm, datant de 1510,  du peintre Raphaël, conservée au Musée du Prado, à Madrid.

## Histoire
Le personnage représenté est inconnu. Divers noms ont été avancés dont ceux des cardinaux Francesco Alidosi, Bibbiena, Cybo ou Trivulzio. 
Le tableau a été probablement commissionné à Raphaël par un cardinal de la cour du pape Jules II dans les premières années du séjour romain de l'artiste (1510).
La peinture a été achetée à Rome par Charles IV d'Espagne (1748-1819) quand il était encore prince.
L’attribution à Raphaël fait débat car bien que l'on retrouve une composition dérivant de la géométrie de la Joconde de Léonard,  on ne connaît dans aucune autre de ses œuvres une telle utilisation des lumières.

## Description
Le personnage est représenté en buste, de trois-quarts vers la gauche dans ses habits rouges (cape) et blanc (manches) de cardinal sur un fond sombre, le regard dirigé vers le spectateur.
Le profil du jeune cardinal établit un fort contraste avec le fond sombre grâce à un éclairage intense.

## Analyse
La composition est semblable à celui  de La Joconde de Léonard de Vinci  : dans les deux cas, le modèle apparaît assis, formant un triangle avec son corps et son bras.
Le visage montre une personnalité réflexive et réservée, exprimant une haute sécurité en soi. Le visage  en dépit de la petite taille par rapport à la toile acquiert de ce fait une importance exceptionnelle.  
Le tableau est caractérisé par l'intensité de la peinture et l'absence d'artifices donnent, malgré sa sobriété, une grande solennité au personnage.
Les contrastes chromatiques entre le chapeau cardinalice rouge brillant, la manche blanche et le visage du cardinal obtenus à l'aide de l'usage de la lumière sont surprenants. Ces caractéristiques, combinées à la méticulosité des coups de pinceau, donne un effet de relief  au personnage.

## Sources
- Voir liens externes